# 穆基 (聖埃斯皮里圖州)
20°57′07″S 41°20′45″W / 20.95194°S 41.34583°W

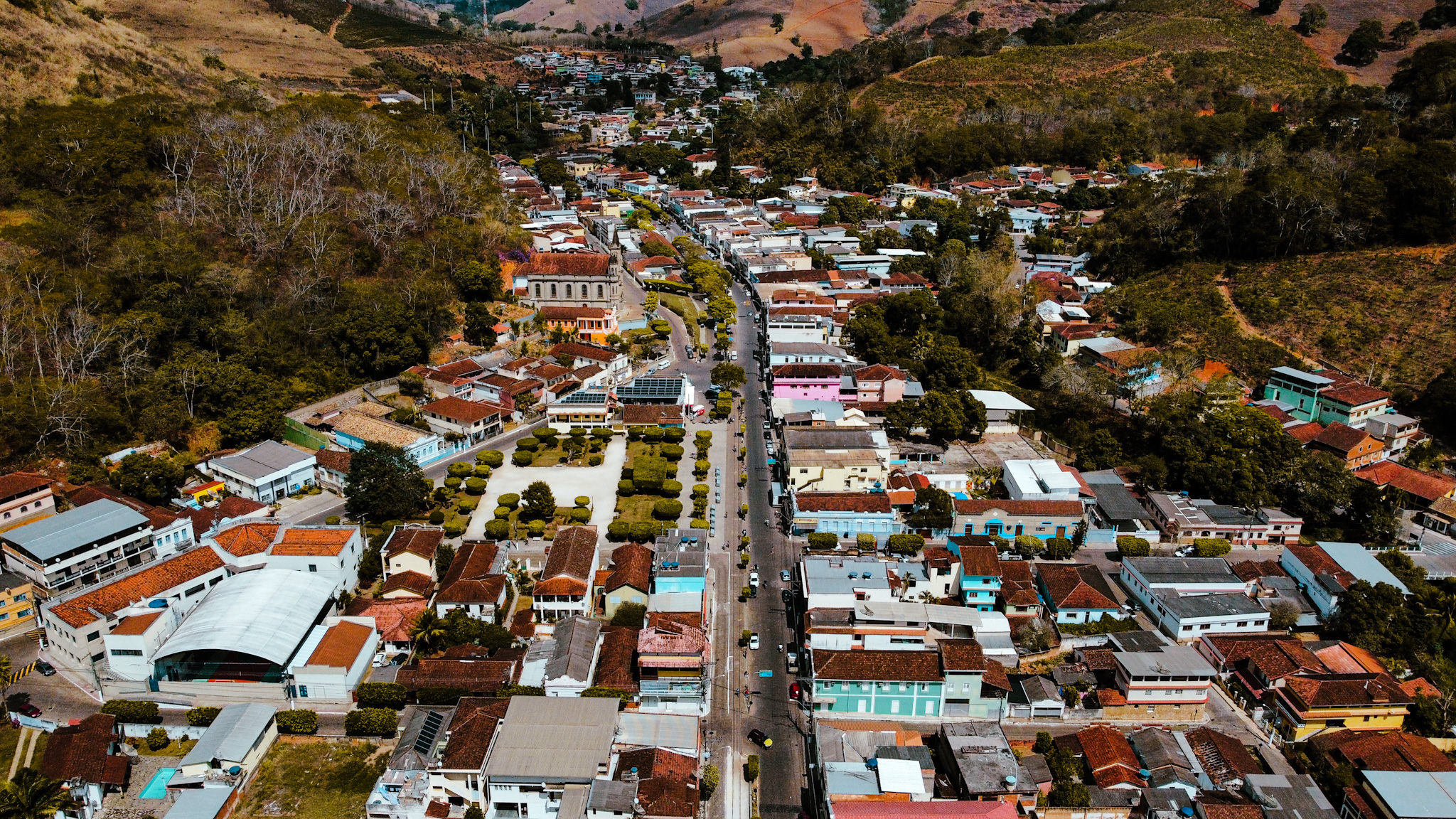
穆基

穆基（葡萄牙語：Muqui），是巴西的城鎮，位於該國東南部，由聖埃斯皮里圖州負責管轄，始建於1912年10月22日，面積327平方公里，海拔高度235米，2010年人口14,396，人口密度每平方公里44.04人。